# Risotto all'isolana
Il risotto all'isolana è un piatto della cucina veronese tipico del comune di Isola della Scala. Ogni anno, infatti, viene cucinato insieme ad altri risotti alla Fiera del Riso.

## Storia
Il risotto all'isolana è il principale primo piatto di un territorio, quello di Isola della Scala, conosciuto per la produzione del riso Vialone Nano Veronese. Nel 1967, in occasione della 1ª Fiera del Riso di Isola della Scala, venne codificata da Pietro Secchiati la ricetta del risotto. Nel 2016, in occasione del cinquantennale della fiera, vennero apportate alcune piccole modifiche alla ricetta ufficiale.

## Ingredienti per la preparazione tradizionale
| NOME PRODOTTI                                       | QUANTITÀ PRODOTTI  |
| --------------------------------------------------- | ------------------ |
| Riso Vialone Nano Veronese (consigliato quello IGP) | 1 chilogrammi (kg) |
| brodo (pollo/gallina - manzo - verdure)             | 2 litri (l)        |
| Vitello magro                                       | 200 grammi (g)     |
| Lombata di maiale                                   | 600 grammi (g)     |
| Burro                                               | 150 grammi (g)     |
| Formaggio Grana                                     | 140 grammi (g)     |
| Pepe                                                | quanto basta (qb)  |
| Sale                                                | quanto basta (qb)  |
| Cannella                                            | quanto basta (qb)  |
| Rosmarino                                           | quanto basta (qb)  |

## Preparazione
Si prepara con carne di vitello magro e lombata di maiale tagliate a dadini, condite con sale e pepe macinato fresco. La carne va lasciata riposare un'ora prima di cuocerla. A parte fondere il burro e aggiungere un rametto di rosmarino. Unire la carne, rosolarla e cuocerla a fuoco lento. Al termine della cottura togliere il rosmarino. Nel frattempo portare ad ebollizione il brodo e aggiungere il riso, che dovrà assorbirlo tutto. Al termine della cottura condire il riso con la carne preparata. Il risotto va completato con formaggio grana profumato alla cannella. 